# Kaibōkan

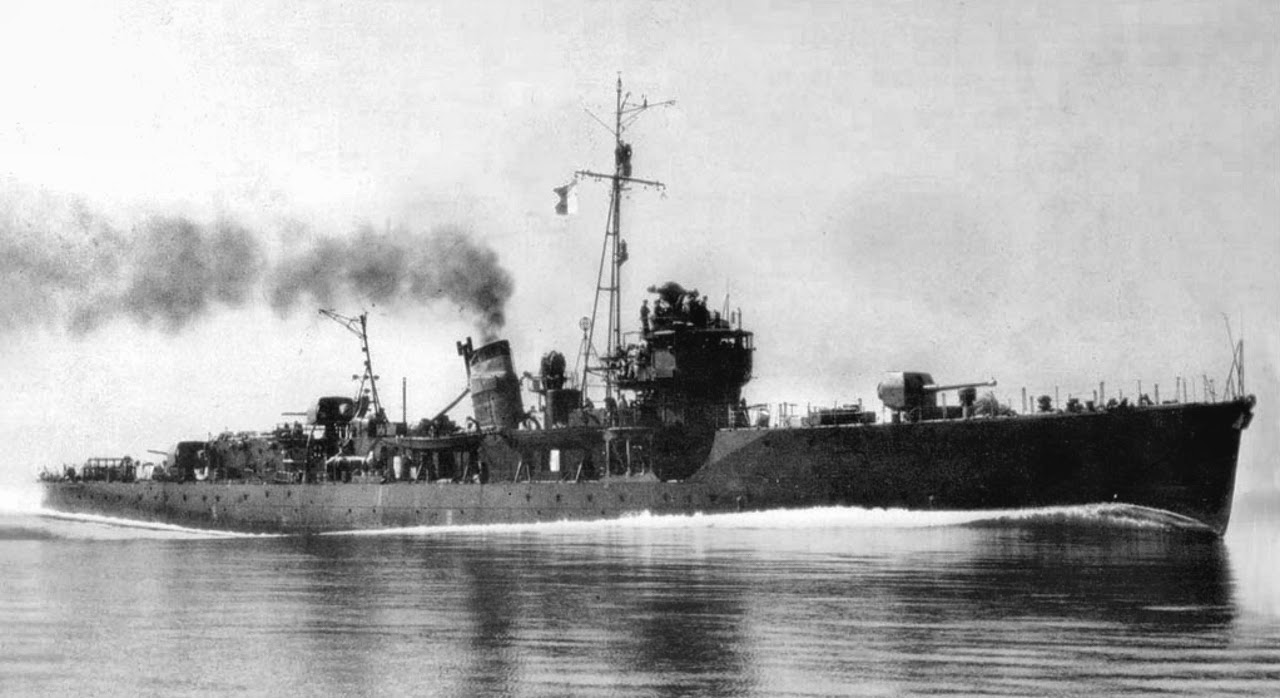
„Shimushu”

Kaibōkan (jap. 海防艦; okręt obrony morskiej) – japońska nazwa klasy okrętów używanych przez marynarkę wojenną Cesarstwa Japonii w czasie II wojny światowej do patrolowania, eskorty konwojów i zwalczania okrętów podwodnych, odpowiadającej eskortowcom.

## Opis
Okręty te stanowiły przykład eskortowców i były japońskim odpowiednikiem amerykańskich niszczycieli eskortowych i brytyjskich fregat, wszystkie te trzy klasy okrętów były budowane w celu zwalczania okrętów podwodnych jako tańsza alternatywa dla niszczycieli. Nielicznymi odpowiednikami we flotach państw Osi były niemieckie eskortowce typu F oraz rumuński „Amiral Murgescu”.
W trakcie wojny ich konstrukcja została uproszczona w celu umożliwienia budowy większej liczby jednostek.

## Typy
- Shimushu (Ishigaki)
  - Znane również jako Typ A: przeznaczone do działań patrolowych, eskortowych bądź trałowych.
  - Główny silnik: Diesel X2, podwójny wał (4200 obr./min)
  - Prędkość max. 19,7 węzła
  - Zasięg: 8000 mil (16 węzłów)
  - Zapas paliwa: 120 ton

- Etorofu (Matsuwa)
  - Zmodyfikowany Typ A
  - Główny silnik: Diesel X2, podwójny wał (4200 obr./min)
  - Prędkość max. 19,7 węzła
  - Zasięg: 8000 mil (16 węzłów)
  - Zapas paliwa: 120 ton

- Mikura (Chiburi)
  - Znane również jako Typ B: przeznaczone do działań patrolowych, eskortowych bądź trałowych.
  - Główny silnik: Diesel X2, podwójny wał (4200 obr./min)
  - Prędkość max. 19,5 węzła
  - Zasięg: 6000 mil (16 węzłów)
  - Zapas paliwa: 120 ton

- Ukuru (Okinawa)
  - Znane również jako Typ B: przeznaczone do działań patrolowych, eskortowych bądź trałowych.
  - Główny silnik: Diesel X2, podwójny wał (4200 obr./min)
  - Prędkość max. 19,5 węzła
  - Zasięg: 5754 mil (16 węzłów)
  - Zapas paliwa: 120 ton